# Tragocephala gracillima
Tragocephala gracillima är en skalbaggsart som beskrevs av Stefan von Breuning 1934. Tragocephala gracillima ingår i släktet Tragocephala och familjen långhorningar. Inga underarter finns listade i Catalogue of Life.